# Alabama

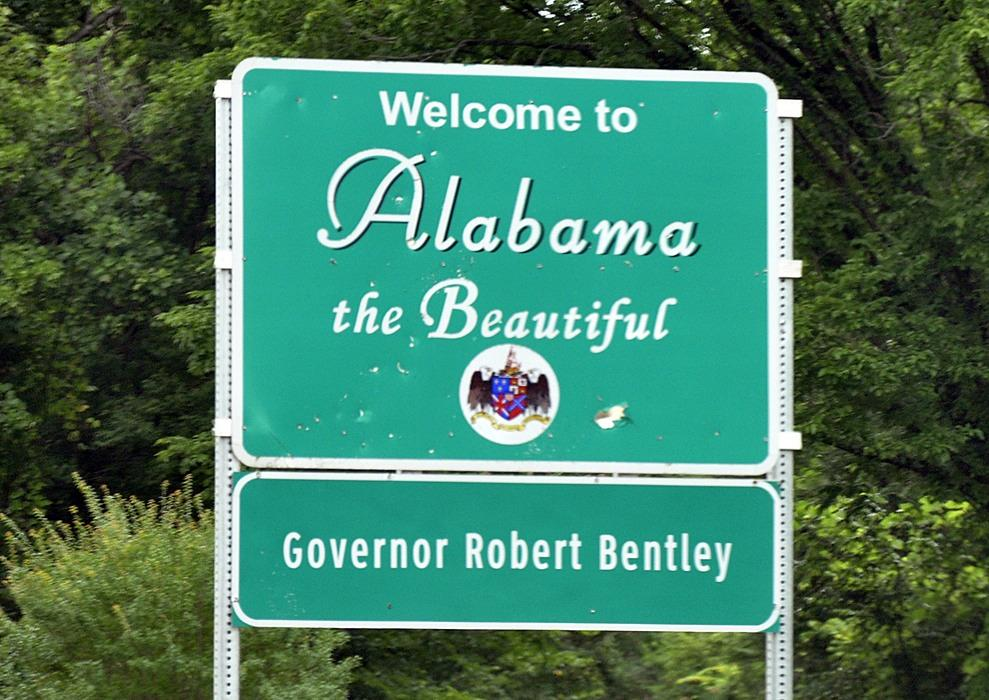
Grenzschild am Lee Highway 72

Alabama [æləˈbæmə] (amerik. Aussprache anhörenⓘ) ist ein Bundesstaat der Vereinigten Staaten von Amerika und Teil der Südstaatenregion. Er grenzt im Norden an Tennessee, im Osten an Georgia, im Süden an Florida und den Golf von Mexiko und im Westen an Mississippi. Alabama ist der 30. flächenmäßig größte und der 24. bevölkerungsreichste der 50 US-Bundesstaaten. 
Alabama trägt den Spitznamen „Yellowhammer State“ (dt. Goldspechtstaat), nach dem Staatsvogel, und ist auch als „Heart of Dixie“ und „Cotton State“ bekannt. Der Staat ist geografisch sehr vielfältig, wobei der Norden vom gebirgigen Tennessee Valley und der Süden von der Mobile Bay, einem historisch bedeutenden Hafen, dominiert wird. Alabamas Hauptstadt ist Montgomery, und die größte Stadt nach Einwohnerzahl und Fläche ist Huntsville. Die älteste Stadt ist Mobile, die 1702 von französischen Kolonisten (Alabama-Kreolen) als Hauptstadt von Französisch-Louisiana gegründet wurde. Der Großraum Birmingham ist Alabamas größter Ballungsraum und sein wirtschaftliches Zentrum. Politisch ist Alabama als Teil des tiefen Südens oder „Bible Belt“ ein überwiegend konservativer Staat und für seine Südstaatenkultur bekannt.
Ursprünglich war das heutige Alabama, in dem viele Eingeborenenstämme lebten, seit dem 16. Jahrhundert spanisches Territorium, bis es Anfang des 18. Jahrhunderts von den Franzosen übernommen wurde. Die Briten gewannen das Gebiet 1763, bis sie es im Amerikanischen Unabhängigkeitskrieg verloren. Spanien hielt Mobile als Teil des spanischen Westflorida bis 1813. Im Dezember 1819 wurde Alabama als Staat anerkannt. Während der Vorkriegszeit war Alabama ein bedeutender Baumwollproduzent und setzte in großem Umfang afroamerikanische Sklavenarbeiter ein. Im Jahr 1861 spaltete sich der Staat von den Vereinigten Staaten ab und wurde Teil der Konföderierten Staaten von Amerika, deren erste Hauptstadt Montgomery war. 1868 trat der Staat wieder in die Union ein und litt anschließend jahrzehntelang unter wirtschaftlicher Not, was zum Teil darauf zurückzuführen war, dass die Landwirtschaft und einige wenige Nutzpflanzen die Hauptantriebskraft der Wirtschaft des Staates waren. Ähnlich wie in anderen ehemaligen Sklavenstaaten wandte der Gesetzgeber in Alabama vom späten 19. Jahrhundert bis in die 1960er Jahre die Jim-Crow-Gesetze an. Aufsehen erregende Ereignisse wie die Märsche von Selma nach Montgomery machten den Bundesstaat in den 1950er und 1960er Jahren zu einem wichtigen Zentrum der Bürgerrechtsbewegung.
Während und nach dem Zweiten Weltkrieg wuchs Alabama, da die Wirtschaft des Bundesstaates durch neue Industrien diversifiziert wurde. Im Jahr 1960 trug die Gründung des Marshall Space Flight Center der NASA in Huntsville dazu bei, das Wirtschaftswachstum in Alabama durch die Entwicklung einer lokalen Luft- und Raumfahrtindustrie anzukurbeln. Im 21. Jahrhundert stützt sich die Wirtschaft Alabamas auf die Automobilindustrie, das Finanzwesen, den Tourismus, die verarbeitende Industrie, die Luft- und Raumfahrt, die Mineralienförderung, das Gesundheitswesen, das Bildungswesen, den Einzelhandel und die Technologie.

## Name
Der Name „Alabama“ geht auf die französische Bezeichnung des heute unter dem Namen Alabama bekannten Indianerstamms aus der Muskogee-Sprachfamilie zurück. Die französischstämmigen Siedler nannten sie, im Versuch, ein in ihren Ohren ähnlich klingendes Wort aus der Sprache der Choctaw wiederzugeben, „Alibamons“. Dieses Wort bezeichnete wiederum die Tätigkeit des Schneidens und Sammelns von Kräutern oder Gräsern.
Erstmals wird der Stamm der Alabama 1540 von Teilnehmern der Expedition Hernando de Sotos erwähnt. Garcilasso de la Vega bezeichnete sie als Alibamo, andere nannten sie Alibamu oder Limamu Franzosen nannten sie 1702 Alibamons, dementsprechend hieß der Fluss auf französischen Karten Rivière des Alibamons.
Alabama hat die inoffiziellen Beinamen Cotton State (deutsch Baumwollstaat), Yellowhammer State (dt. Goldspechtstaat) und Heart of Dixie (dt. Herz des Südens).

## Geographie

### Lage und Ausdehnung
Alabama liegt mit einer Fläche von 135.765 km² an 30. Stelle der Bundesstaaten der USA. Es grenzt im Norden an Tennessee, im Osten an Georgia, im Westen an Mississippi und im Südosten an Florida. Im Nordosten befinden sich die steinigen Appalachen, und zwischen Coosa River und Auburn die Piedmont-Hochebene mit rotem, eisenhaltigem Lehmboden; im Süden und Westen liegt die überwiegend sandige Küstenebene des Golfs von Mexiko. Der Bereich um Montgomery und Selma hat einen besonders fruchtbaren, dunklen Schwemmlandboden. Ein Großteil der Fläche des Staats ist von Wald bedeckt. Im Süden liegt der Golf von Mexiko, in den der Hauptfluss Alabama River mündet. Alabama ist in 67 Landkreise (Countys) unterteilt.
In Alabama liegt ein National Monument: Russell Cave National Monument

### Gliederung
- Liste der Countys in Alabama

### Klima

#### Klimatabelle
| Durchschnittliche Höchst- und Tiefsttemperatur für verschiedene Städte in Alabama (°C) | Durchschnittliche Höchst- und Tiefsttemperatur für verschiedene Städte in Alabama (°C) | Durchschnittliche Höchst- und Tiefsttemperatur für verschiedene Städte in Alabama (°C) | Durchschnittliche Höchst- und Tiefsttemperatur für verschiedene Städte in Alabama (°C) | Durchschnittliche Höchst- und Tiefsttemperatur für verschiedene Städte in Alabama (°C) | Durchschnittliche Höchst- und Tiefsttemperatur für verschiedene Städte in Alabama (°C) | Durchschnittliche Höchst- und Tiefsttemperatur für verschiedene Städte in Alabama (°C) | Durchschnittliche Höchst- und Tiefsttemperatur für verschiedene Städte in Alabama (°C) | Durchschnittliche Höchst- und Tiefsttemperatur für verschiedene Städte in Alabama (°C) | Durchschnittliche Höchst- und Tiefsttemperatur für verschiedene Städte in Alabama (°C) | Durchschnittliche Höchst- und Tiefsttemperatur für verschiedene Städte in Alabama (°C) | Durchschnittliche Höchst- und Tiefsttemperatur für verschiedene Städte in Alabama (°C) | Durchschnittliche Höchst- und Tiefsttemperatur für verschiedene Städte in Alabama (°C) | Durchschnittliche Höchst- und Tiefsttemperatur für verschiedene Städte in Alabama (°C) | Durchschnittliche Höchst- und Tiefsttemperatur für verschiedene Städte in Alabama (°C) | Durchschnittliche Höchst- und Tiefsttemperatur für verschiedene Städte in Alabama (°C) |
| Monat                                                                                  | Monat                                                                                  | Jan                                                                                    | Feb                                                                                    | Mär                                                                                    | Apr                                                                                    | Mai                                                                                    | Jun                                                                                    | Jul                                                                                    | Aug                                                                                    | Sep                                                                                    | Okt                                                                                    | Nov                                                                                    | Dez                                                                                    | Jahr                                                                                   |                                                                                        |
| -------------------------------------------------------------------------------------- | -------------------------------------------------------------------------------------- | -------------------------------------------------------------------------------------- | -------------------------------------------------------------------------------------- | -------------------------------------------------------------------------------------- | -------------------------------------------------------------------------------------- | -------------------------------------------------------------------------------------- | -------------------------------------------------------------------------------------- | -------------------------------------------------------------------------------------- | -------------------------------------------------------------------------------------- | -------------------------------------------------------------------------------------- | -------------------------------------------------------------------------------------- | -------------------------------------------------------------------------------------- | -------------------------------------------------------------------------------------- | -------------------------------------------------------------------------------------- | -------------------------------------------------------------------------------------- |
| Huntsville                                                                             | durchschn. Höchsttemp.                                                                 | 9,4                                                                                    | 12,6                                                                                   | 17,4                                                                                   | 22,4                                                                                   | 26,4                                                                                   | 30,3                                                                                   | 31,9                                                                                   | 31,7                                                                                   | 28,3                                                                                   | 22,7                                                                                   | 16,4                                                                                   | 11,3                                                                                   | 21,7                                                                                   |                                                                                        |
| Huntsville                                                                             | durchschn. Tiefsttemp.                                                                 | −0,7                                                                                   | 1,1                                                                                    | 5,1                                                                                    | 9,1                                                                                    | 14,2                                                                                   | 18,6                                                                                   | 20,8                                                                                   | 20,1                                                                                   | 16,5                                                                                   | 9,8                                                                                    | 4,8                                                                                    | 1,0                                                                                    | 10,1                                                                                   |                                                                                        |
|                                                                                        |                                                                                        |                                                                                        |                                                                                        |                                                                                        |                                                                                        |                                                                                        |                                                                                        |                                                                                        |                                                                                        |                                                                                        |                                                                                        |                                                                                        |                                                                                        |                                                                                        |                                                                                        |
| Birmingham                                                                             | durchschn. Höchsttemp.                                                                 | 11,6                                                                                   | 14,6                                                                                   | 19,2                                                                                   | 23,4                                                                                   | 27,2                                                                                   | 30,8                                                                                   | 32,6                                                                                   | 32,3                                                                                   | 29,2                                                                                   | 23,8                                                                                   | 18,1                                                                                   | 13,3                                                                                   | 23,0                                                                                   |                                                                                        |
| Birmingham                                                                             | durchschn. Tiefsttemp.                                                                 | 0,2                                                                                    | 1,9                                                                                    | 5,8                                                                                    | 9,1                                                                                    | 14.2                                                                                   | 18,6                                                                                   | 20,9                                                                                   | 20,5                                                                                   | 17,2                                                                                   | 10,5                                                                                   | 5,4                                                                                    | 1,8                                                                                    | 10,5                                                                                   |                                                                                        |
|                                                                                        |                                                                                        |                                                                                        |                                                                                        |                                                                                        |                                                                                        |                                                                                        |                                                                                        |                                                                                        |                                                                                        |                                                                                        |                                                                                        |                                                                                        |                                                                                        |                                                                                        |                                                                                        |
| Montgomery                                                                             | durchschn. Höchsttemp.                                                                 | 14,2                                                                                   | 16,9                                                                                   | 21,4                                                                                   | 25,3                                                                                   | 29,2                                                                                   | 32,6                                                                                   | 33,7                                                                                   | 33,4                                                                                   | 30,9                                                                                   | 25,9                                                                                   | 20,4                                                                                   | 15,7                                                                                   | 25,0                                                                                   |                                                                                        |
| Montgomery                                                                             | durchschn. Tiefsttemp.                                                                 | 1,9                                                                                    | 3,7                                                                                    | 7,4                                                                                    | 11,2                                                                                   | 15,6                                                                                   | 19,6                                                                                   | 21,6                                                                                   | 21,2                                                                                   | 18,3                                                                                   | 11,2                                                                                   | 6,4                                                                                    | 3,1                                                                                    | 11,8                                                                                   |                                                                                        |
|                                                                                        |                                                                                        |                                                                                        |                                                                                        |                                                                                        |                                                                                        |                                                                                        |                                                                                        |                                                                                        |                                                                                        |                                                                                        |                                                                                        |                                                                                        |                                                                                        |                                                                                        |                                                                                        |
| Mobile                                                                                 | durchschn. Höchsttemp.                                                                 | 15,9                                                                                   | 18,1                                                                                   | 21,8                                                                                   | 25,2                                                                                   | 29,0                                                                                   | 31,9                                                                                   | 32,9                                                                                   | 32,7                                                                                   | 30,4                                                                                   | 26,2                                                                                   | 21,2                                                                                   | 17,2                                                                                   | 25,2                                                                                   |                                                                                        |
| Mobile                                                                                 | durchschn. Tiefsttemp.                                                                 | 4,2                                                                                    | 5,8                                                                                    | 9,6                                                                                    | 12,7                                                                                   | 17,1                                                                                   | 20,7                                                                                   | 22,1                                                                                   | 22,0                                                                                   | 19,8                                                                                   | 13,5                                                                                   | 8,8                                                                                    | 5,3                                                                                    | 13,4                                                                                   |                                                                                        |
| Quelle: NOAA                                                                           |                                                                                        |                                                                                        |                                                                                        |                                                                                        |                                                                                        |                                                                                        |                                                                                        |                                                                                        |                                                                                        |                                                                                        |                                                                                        |                                                                                        |                                                                                        |                                                                                        |                                                                                        |

#### Hurrikane
| Datum              | Name                 | Betroffenes Gebiet | Windgeschwindigkeit | Schaden in $ | Opfer     |
| ------------------ | -------------------- | ------------------ | ------------------- | ------------ | --------- |
| 19. September 1906 | Hurrikan Mississippi | Küstenregion       | 151 km/h            | 2,7 Mrd. $   | 134 Tote  |
| 13. September 1975 | Hurrikan Eloise      |                    | 193 km/h            | 2,1 Mrd. $   | 80 Tote   |
| 12. September 1979 | Hurrikan Fredric     | Küstenregion       | 215 km/h            | 4–8 Mrd. $   | 14 Tote   |
| 4. Oktober 1995    | Hurrikan Opal        | Küstenregion       | 240 km/h            | 5 Mrd. $     | 59 Tote   |
| 18. Juli 1997      | Hurrikan Danny       | Küstenregion       | 130 km/h            | 100 Mio. $   | 10 Tote   |
| 28. September 1998 | Hurrikan Georges     | Küstenregion       | 250 km/h            | 6 Mrd. $     | 603 Tote  |
| 16. September 2004 | Hurrikan Ivan        | Küstenregion       | 270 km/h            | 20 Mrd. $    | 124 Tote  |
| 29. August 2005    | Hurrikan Katrina     | Küstenregion       | 280 km/h            | > 80 Mrd. $  | 1834 Tote |

## Bevölkerung

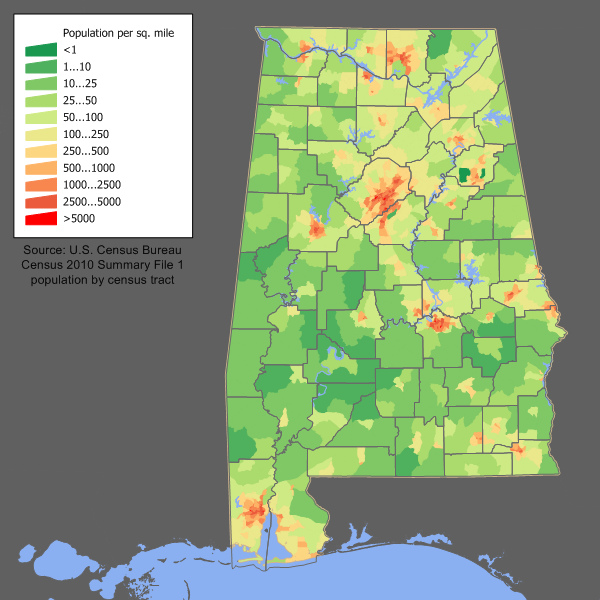
Bevölkerungsdichte

Alabama hatte im Jahr 2010 4.779.736 Einwohner (Stand: Zensus 2010). Davon waren 70,4 % Weiße, 26,3 % Schwarze oder Afroamerikaner, 2,3 % Hispanics oder Latinos, 1,0 % Asiatische Amerikaner und 0,4 % Indianer.

### Einwohnerentwicklung
Folgende Zahlen sind dem Datenbestand des U.S. Census entnommen; auf eine Zählung der Urbewohner des Territoriums, die insbesondere in den Jahren vor dem Vertrag von Cusseta, der eine Umsetzung des Indian Removal Act vorsah, einen beträchtlichen Anteil der Gesamtbevölkerung ausgemacht haben dürfte, hat der Census verzichtet.

### Alters- und Geschlechterstruktur
Die Altersstruktur von Alabama setzt sich folgendermaßen zusammen:
- bis 18 Jahre: 1.115.668 (24,2 %)
- 18–64 Jahre: 2.872.991 (62,5 %)
- ab 65 Jahre: 610.371 (13,3 %)

Das Medianalter beträgt 37,2 Jahre.
48,5 % der Bevölkerung sind männlich und 51,5 % weiblich.

### Abstammung
16,7 % der Einwohner sind amerikanischer Abstammung und stellen damit die größte Gruppe. Es folgen die Gruppen der Irisch- (9,1 %), Englisch- (7,6 %) und Deutschstämmigen (6,7 %).(Stand 2014)

### Religionen
Die wichtigsten Religionsgemeinschaften im Jahr 2000:
1.380.121 Southern Baptist Convention, 327.734 United Methodist Church, 150.647 Katholische Kirche
Es gibt außerdem viele andere, vor allem protestantisch geprägte, Konfessionen.

### Bildung
Zu den größten staatlichen Hochschulen gehören die drei Standorte des University of Alabama System, sowie die Auburn University, die University of North Alabama, die University of South Alabama, die University of West Alabama und die Jacksonville State University. Weitere Hochschulen sind in der Liste der Universitäten in Alabama verzeichnet.

### Größte Städte
| Ort                  |                |  |         | Einwohner |
| Huntsville           | Huntsville     |  | 215.006 | 215.006   |
| Birmingham           | Birmingham     |  | 200.733 | 200.733   |
| Montgomery           | Montgomery     |  | 200.603 | 200.603   |
| Mobile               | Mobile         |  | 187.041 | 187.041   |
| Tuscaloosa           | Tuscaloosa     |  | 99.600  | 99.600    |
| Hoover               | Hoover         |  | 92.606  | 92.606    |
| Auburn               | Auburn         |  | 76.143  | 76.143    |
| Dothan               | Dothan         |  | 71.072  | 71.072    |
| Decatur              | Decatur        |  | 57.938  | 57.938    |
| Madison              | Madison        |  | 56.933  | 56.933    |
| Florence             | Florence       |  | 40.184  | 40.184    |
| Vestavia Hills       | Vestavia Hills |  | 39.102  | 39.102    |
| Phenix City          | Phenix City    |  | 38.816  | 38.816    |
| Prattville           | Prattville     |  | 37.781  | 37.781    |
| Stand: 1. April 2020 |                |  |         |           |

## Geschichte

### Frühgeschichte

#### Paläoindianer
Die Ankunft der ersten Menschen wird für die Zeit um 9500 v. Chr. angenommen. Dabei war der Meeresspiegel noch erheblich tiefer als heute, so dass die Küstenlinie weiter südlich verlief. Nördlich des Montevallo-Tals verwandelte sich der dichte Nadelwald in einen Eichen-Hickory-Wald, südlich davon bestand dieser Waldtyp schon länger. Die Menschen jagten die mitunter riesigen Vertreter der Megafauna, die jedoch bald ausstarben, aber auch Kaninchen und andere Säugetiere sowie Vögel. Der Norden Alabamas scheint größere Bedeutung für längere Aufenthalte bei den weiträumigen Wanderungen der kleinen, vielleicht 25 bis 50 Menschen umfassenden Gruppen gehabt zu haben. Neben Clovis-Klingen fanden sich solche der Perioden Redstone, Quad (nach einem Fundort am Tennessee River, wo sich mehr als 200 Klingen fanden) und Beaver Lake. Wichtigster Fundort ist die Dust Cave (ca. 8500 v. Chr.), eine Höhle bei Florence.

#### Archaische Periode
Von etwa 8500 bis 3000 v. Chr. lassen sich in Alabama Überreste der Archaischen Periode fassen. Um 8500 v. Chr. änderte sich das zuvor kühle Klima in ein wesentlich wärmeres. Wahrscheinlich lebten die Jäger- und Sammlergruppen in kleinen Familienverbänden. Die nomadischen Gruppen sammelten die Früchte von Hickory, dann Eicheln und Kastanien, hinzu kamen Brombeeren, Muscadinia rotundifolia (eine Weinrebenart) und Persimmons, eine gelbe Frucht, die die Powhatan pessamin nannten und die der Gattung Diospyros angehören, sowie pokeweed oder Kermesbeeren. Gejagt wurden Hirsche, Truthahn, Hörnchen, Waschbär, Kaninchen, Schildkröten, Schlangen, kleine Vögel, dazu zahlreiche Fischarten. Ihre Nahrungsreste häuften sich zu sogenannten middens, die bis zu 5 m hoch wurden und die sich meist an den Flussläufen befanden. Auch bei frühen Gruppen lässt sich Arthritis nachweisen, dazu verheilte Knochenbrüche, die den Angehörigen Pflege abverlangten; nur wenige wurden erheblich älter als 40 Jahre.
Anhand der Projektilspitzen unterteilt man die Archaische Periode in eine frühe (etwa 8500 bis 6000 v. Chr.), mittlere (bis 4000 v. Chr.) und spätere Phase (bis 1000 v. Chr.). Die günstigeren Lebensbedingungen ließen die Zahl der Bewohner erheblich steigen, die in Gruppen von 50 bis 150 Menschen zusammenlebten. Die Temperatur in der mittleren archaischen Phase lag erheblich über der heutigen, das Gebiet war zudem trockener. In dieser Zeit entstanden Fernhandelsrouten, etwa um an Flint aus dem Nordosten Alabamas zu gelangen; erstmals lassen sich Kriege nachweisen, denn es fanden sich Skelette, in denen noch Projektilspitzen steckten. Zugleich wurden die Siedlungen größer.
Ab etwa 4000 v. Chr. sank die Temperatur etwa auf das heutige Niveau. Die Zahl der Siedlungen vor allem im Südosten stieg deutlich an. Auch in den Tälern von Tennessee, Tombigbee und Alabama River siedelten sich nun mehr Menschen an. Erstmals entstanden Tonwaren um 1500 v. Chr., eine Technik, die wahrscheinlich aus Georgia und South Carolina übernommen wurde; zudem experimentierte man mit Gartenbau. So wurden Kürbis, Sonnenblume und Mais angebaut. Die Zahl der Fernhandelsgüter stieg, darunter Speckstein, Greenstone und Glimmer aus dem Osten Alabamas.

#### Waldlandperiode
Die Veränderungen der nunmehr stärker sesshaften Bevölkerung stellte einen so drastischen Wandel dar, dass damit für die Archäologie die Waldlandperiode beginnt. Einer der größten Fundorte neben Moundville (20 km südlich von Tuscaloosa), das um 1120 entstand, mehr als 1000 Einwohner hatte und 29 Mounds barg, die bis 20 m aufragten, ist die seit 1995 zur National Historic Landmark erhobene die Bottle Creek site, an der sich mindestens 18 Mounds fanden. Dieser Ort war ab etwa 1250 der Mittelpunkt der Pensacola-Kultur, deren Spuren von der Choctawhatchee Bay im westlichen Florida bis zum Ostufer des Mississippi-Deltas in Louisiana reicht. Sie stand in engem Zusammenhang mit der um 900 einsetzenden Mississippi-Kultur und den Moundville-Leuten vom Black Warrior River und erreichte die größte Dichte in der Mobile Bay im Mobile-Tensaw-Delta und in den südlichen Teilen der Täler von Tombigbee und Alabama River.

#### Choctaw, Creek, Chickasaw, Cherokee
Vier indianische Gruppen waren für Alabama von Bedeutung: die Chickasaw, die Choctaw, die Muskogee und die Cherokee.
Um 1800 waren die Choctaw mit etwa 15.000 Angehörigen eine der größten indianischen Gruppen im Süden. Sie lebten in etwa 50 Dörfern im Westen von Alabama und in Mississippi. Von den drei Großgruppen lebte nur die östliche zum Teil in Alabama, vor allem am oberen Chickasawhay River und am unteren Tombigbee. Erst zwischen 1540 und 1699 zogen die drei Gruppen in das gemeinsame Gebiet, wobei die Alabama-Gruppe wohl mit Moundville in Zusammenhang steht. Schon früh lieferte der Sklavenbedarf der europäischen Zuckerrohrplantagen den Anlass zu Kriegen, wie etwa der Creek und Chickasaw, die mittels europäischer Waffen einmal 2000 Choctaw einfingen und als Sklaven nach Britisch-Westindien verkauften. Als die Franzosen sich in Biloxi festsetzten, erwarben die Choctaw Gewehre von ihnen, mit denen sie sich zur Wehr setzten. Als die Franzosen 1763 Nordamerika aufgeben mussten, intensivierten die Choctaw ihre Handelskontakte mit den Briten, die jedoch gleichfalls unterlagen. 1784 schlossen sie einen Friedensvertrag mit Spanien, 1786 mit den USA. In den Verträgen von Fort Confederation von 1802 und Mount Dexter von 1805 mussten sie große Landstriche abtreten. 1826 gaben sich die Choctaw eine Verfassung. Trotz wirtschaftlicher und politischer Bemühungen wurden sie 1830 gezwungen, ihr Land östlich des Mississippi aufzugeben (Vertrag von Dancing Rabbit Creek).
Auch die Muskogee (Creek), der zweite mächtige Stammesbund, mussten 1830 das Land aufgeben und westwärts ziehen, auch sie gehen auf die Mississippi-Kultur zurück. Im 16. Jahrhundert hatten spanische Gewalt und vor allem Epidemien die dortigen Gruppen zerstreut, die sich erst im 17. Jahrhundert wieder stabil organisieren konnten. Dabei siedelten einige Gruppen am Chattahoochee River, am unteren Tallapoosa River sowie am mittleren Coosa River in der östlichen Mitte Alabamas. Um 1680 schätzt man ihre Zahl auf 9000, 100 Jahre später waren es rund 20.000, 1830 mehr als 21.000. Um 1690 bis 1715 lebten sie in Georgia, wo sie begannen, für die Plantagen Sklaven zu beschaffen. Zugleich griffen sie die Spanier in Florida an, die 1706 beinahe aufgaben. Ende des 18. Jahrhunderts begannen zunehmend Siedler in ihr Gebiet vorzudringen, 1811 suchte sie Tecumseh auf, um Unterstützung für seinen panindianischen Aufstand zu gewinnen. 1813 bis 1814 erhoben sie sich gegen die Amerikaner im Creek War, unterlagen jedoch. In den Verträgen von Fort Jackson (1814) und Indian Springs (1825) mussten die Creek ihr gesamtes Gebiet in Georgia aufgeben und nach Alabama ziehen. Dagegen wehrten sich die meisten Creek, doch mussten auch sie 1830 westwärts ziehen (Pfad der Tränen).
Erst Ende des 18. Jahrhunderts zogen einige Cherokee in den Norden Alabamas. Eine ihrer Gruppen, die Chickamauga, stand auf britischer Seite und zog vom Little Tennessee Hiwassee River im Osten Tennessees nach Alabama. Sie gründeten zwei Dörfer nahe Bridgeport. Doch unterlagen sie 1794 gegen US-Truppen. 1806 wurde ihr Land verkleinert. 1813/1814 kämpften sie dennoch auf Seiten der US-Truppen im Creek-Krieg. Bis 1817 terrorisierten Truppen aus Tennessee die Cherokee in den Tälern von Sequatchie und Wills River, wofür die USA den Geschädigten 25.500 Dollar zahlten.

### Epidemien, spanische Expeditionen, Kolonialmächte
Auslöser des Massensterbens waren spanische Invasionen, die die Pocken ins Land brachten. 1519 landete Alonso Álvarez de Pineda in der Mobile Bay. 1541 erreichte der Spanier Hernando de Soto von den Appalachen her Alabama. 1699 kamen die Franzosen aus dem Süden und gründeten die erste Kolonie und 1702 die Stadt Fort Louis, die bis zum Jahr 1722 Hauptstadt der französischen Kolonie Louisiana war. 1711 wurde die Stadt Mobile gegründet.
1763 eroberten die Engländer Alabama und 1779 die Spanier den südlichen Teil Alabamas. Im Jahr 1798 bildete Alabama (mit Ausnahme der Küste mit der Stadt Mobile, die noch zum spanischen Florida gehörte) einen Teil des Mississippi-Territoriums. 1813 wurde auch Mobile Teil des Territoriums.

### Territorium, Bundesstaat, Bürgerkrieg
Vier Jahre später, im Jahre 1817, trat Mississippi als 20. Bundesstaat in den heutigen Grenzen der Union bei, und das verbliebene Gebiet wurde als Alabama-Territorium organisiert. Am 14. Dezember 1819 wurde Alabama schließlich 22. Bundesstaat der Vereinigten Staaten. Am 11. Januar 1861 schied es als vierter Staat aus der Union aus und gehörte am 4. Februar zu den Gründungsmitgliedern der Konföderierten Staaten von Amerika.
Montgomery, die Hauptstadt Alabamas, war zwischen dem 4. Februar und dem 29. Mai 1861 die erste Hauptstadt der Konföderierten Staaten von Amerika (im Amerikanischen Bürgerkrieg). Auf den Stufen des Alabama State Capitol legte Jefferson Davis seinen Amtseid ab.

Flagge Alabamas nach dem Austritt aus den Vereinigten Staaten von Amerika

Bis zum Sezessionskrieg, bei dem Alabama auf der Seite der Südstaaten teilnahm, war die Politik des Staates von den Spannungen zwischen den ärmeren Bauern der Mittelgebirge im Nordosten und den reichen Plantagenbesitzern in der Küstenebene, insbesondere in dem sogenannten Black Belt um Selma und Montgomery, mit seinem besonders fruchtbaren schwarzen Böden und guten Transportwegen an den Flüssen, geprägt. Während der Sezession diente Montgomery im Frühjahr des Jahres 1861 als Hauptstadt der Konföderierten Staaten von Amerika. Nach dem Bürgerkrieg kam die Ära der Reconstruction, die Militärbesetzung des Südens durch den Norden. Die Animositäten gegenüber dem Norden hielten sich bis ins späte 20. Jahrhundert.

### Weltwirtschaftskrise und Nachkriegszeit
Während der Wirtschaftskrise der 1930er Jahre war Alabama eine Hochburg der Unterstützung für die Politik von Franklin D. Roosevelt. Die traditionelle Loyalität gegenüber den Demokraten, die aus der Reconstruction-Ära andauerte, mischte sich mit der Armut von breiten Teilen des Landes, um den New Deal besonders populär zu machen. Der Staat profitierte auch sehr von öffentlichen Investitionen, z. B. durch die Tennessee Valley Authority, da sowohl Bau als auch Betrieb der Staudämme am Tennessee River im Norden des Staates Arbeitsplätze schaffte; der Rural Electrification Act (REA) war für den ländlichen Staat besonders wichtig.
Nach dem Zweiten Weltkrieg fing eine Zeit der Transformation der Politik und Gesellschaft Alabamas an. Hier wurden erbitterte Kämpfe um die Rassentrennung ausgefochten, und der zunehmende Einfluss von Bürgerrechtlern auf die Demokratische Partei einerseits sowie der von christlichem Fundamentalismus auf die Republikanische Partei andererseits führten zwischen 1955 und 1985 zu einem Wandel von einer Hochburg der einen Partei zu einer Bastion der anderen. Martin Luther King und Rosa Parks wohnten beide in Montgomery. Der Gouverneur George Wallace war als Integrationsgegner ebenfalls weit über die Grenzen Alabamas bekannt. Wirtschaftlich begann mit der einsetzenden Modernisierung ein Bevölkerungszuzug aus den Nordstaaten. Erst 1967 wurde Alabama durch den Obersten Gerichtshof dazu gezwungen, als einer der letzten Staaten der USA das Verbot der Mischehen aufzuheben.

## Politik

### Verfassung
Die heute geltende Verfassung Alabamas stammt aus dem Jahr 1901. Mit über 300.000 Wörtern und mehr als 800 Verfassungszusätzen, die seit 1901 hinzugekommen sind, ist sie die mit Abstand längste aller US-amerikanischen Bundesstaaten.

### Parlament
Das Parlament von Alabama, die Alabama Legislature besteht aus zwei Kammern: dem 35 Mitglieder umfassenden Senat, und dem 105 Mitglieder umfassenden Repräsentantenhaus. Sowohl die Senatoren, als auch die Abgeordneten des Repräsentantenhauses werden jeweils für 4 Jahre gewählt.

### Gouverneur
Der Gouverneur von Alabama ist Leiter der Exekutivgewalt des Staates, also der Regierungschef, der für vier Jahre in direkter Wahl gewählt wird. Es gilt eine Amtszeitbeschränkung (term limit) von zwei Amtsperioden, d. h. ein Politiker darf maximal acht Jahre im Amt sein. Die Beschränkung auf zwei Amtsperioden gilt jedoch nur für direkt aufeinanderfolgende Zeiten. Falls dazwischen Amtspausen liegen, darf ein Gouverneur beliebig oft wiedergewählt werden. Die Verfassung schreibt vor, dass der Gouverneur mindestens einmal pro Legislaturperiode eine „Rede zum Zustand des States“ (State of the State Address) vor beiden Häusern des Parlaments halten muss, in der der aktuelle Zustand des Staates zur Sprache kommt. Derzeit ist die Republikanerin Kay Ellen Ivey Gouverneurin und ihr Parteikollege Will Ainsworth ist Lieutenant Governor (Vizegouverneur).
- Liste der Gouverneure von Alabama
- Liste der Vizegouverneure von Alabama

| Jahr                                                                                               | Republikaner      | Demokraten      |
| -------------------------------------------------------------------------------------------------- | ----------------- | --------------- |
| 2024                                                                                               | 64,57 % 1.462.616 | 34,10 % 772.412 |
| 2020                                                                                               | 62,03 % 1.441.170 | 36,57 % 849.624 |
| 2016                                                                                               | 62,08 % 1.318.255 | 34,36 % 729.547 |
| 2012                                                                                               | 60,55 % 1.255.925 | 38,36 % 795.696 |
| 2008                                                                                               | 60,32 % 1.266.546 | 38,80 % 813.479 |
| 2004                                                                                               | 62,46 % 1.176.394 | 36,84 % 693.933 |
| 2000                                                                                               | 56,47 % 0.944.409 | 41,59 % 695.602 |
| 1996                                                                                               | 50,12 % 0.769.044 | 43,16 % 662.165 |
| 1992                                                                                               | 47,65 % 0.804.283 | 40,88 % 690.080 |
| 1988                                                                                               | 59,17 % 0.815.576 | 39,86 % 549.506 |
| 1984                                                                                               | 60,54 % 0.872.849 | 38,28 % 551.899 |
| 1980                                                                                               | 48,75 % 0.654.192 | 47,45 % 636.730 |
| 1976                                                                                               | 42,61 % 0.504.070 | 55,73 % 659.170 |
| 1972                                                                                               | 72,43 % 0.728.701 | 25,54 % 256,923 |
| 1968*                                                                                              | 13,99 % 0.146.923 | 18,72 % 196.579 |
| 1964                                                                                               | 69,45 % 0.479.085 | 30,55 % 210.732 |
| 1960                                                                                               | 42,16 % 0.237.981 | 56,39 % 318.303 |
| *Den Sieg holte George Wallace von der American Independent Party mit 65,86 % bzw. 691.425 Stimmen |                   |                 |

### Bundespolitik
Ursprünglich war Alabama als Bestandteil des Solid South eine Bastion der Demokraten. Zwischen 1828 und 1960 siegte hier kein Republikaner bei Präsidentschaftswahlen – mit Ausnahme nur Ulysses S. Grants 1868 und 1872. Die Demokraten richteten ihre politischen Inhalte in dieser Zeit auf die Bedürfnisse der von der konservativen weißen Oberschicht geprägten Agrargesellschaften des Südens aus. Erst mit dem Einsetzen der Bürgerrechtsbewegung in den 1950er Jahren begannen die Demokraten sich auf Bundesebene zu liberalisieren und für die Beseitigung der Rassentrennung einzutreten. Dies entfremdete sie im Süden von ihrer bisherigen Wählerschaft. Wie in den anderen Staaten dieser Region verloren die Demokraten seit 1964 hier die Präsidentschaftswahlen. Nur Jimmy Carter, der als Gouverneur von Georgia ursprünglich auch für die Segregation eingetreten war, konnte als Demokrat 1976 in Alabama noch siegen. Seither dominieren die Republikaner den konservativ geprägten Staat in bundesweiten Wahlen mit großem Vorsprung vor den Demokraten, und auch die zunächst in regionalen Wahlen anhaltende Dominanz der Demokraten ist seit den 2000er Jahren gebrochen. Alabama verfügt mit dem benachbarten Mississippi über den geringsten Anteil an Wechselwählern im Land und ist deshalb von nationalen politischen Trends kaum beeinflusst.
Inzwischen hat sich Alabama in der Struktur seiner Gesellschaft vom Baumwoll- und Plantagenstaat hin zur modernen, von Zukunftsindustrien geprägten Region gewandelt. Gleichwohl ist die konservative Dominanz dort erhalten geblieben. Nur noch die Countys im sogenannten Black Belt und in der Mississippi-Delta-Region, die eine Mehrheit schwarzer Wähler aufweisen, werden von den Demokraten klar dominiert. Zudem haben die Demokraten in den beiden großen Städten Birmingham und Montgomery, die von Stahl- und Minenindustrie geprägt sind, bessere Bedingungen. Seit der Wahl von 2010 sind sechs von sieben Abgeordneten des US-Repräsentantenhauses Republikaner. Seit der Senatsnachwahl am 13. Dezember 2017 stellten die Demokraten mit Doug Jones erstmals seit 1976 wieder einen US-Senator, der den Staat zusammen mit dem Republikaner Richard Shelby im Kongress vertritt. Bei der Senatswahl 2020 verlor dann Jones aber deutlich gegen seinen republikanischen Kontrahenten Tommy Tuberville. 
Im Electoral College stellt Alabama seit 1972 neun Wahlmänner; 1968 waren es noch zehn.

#### Mitglieder im 119. Kongress
|  | Name                    | Mitglied seit | Parteizugehörigkeit |
|  | ----------------------- | ------------- | ------------------- |
|  | Felix Barry Moore       | 2021          | Republikaner        |
|  | Shomari Figures         | 2025          | Demokrat            |
|  | Michael Dennis Rogers   | 2003          | Republikaner        |
|  | Robert Brown Aderholt   | 1997          | Republikaner        |
|  | Dale Whitney Strong     | 2023          | Republikaner        |
|  | Gary James Palmer       | 2015          | Republikaner        |
|  | Terrycina Andrea Sewell | 2011          | Demokrat            |

|  | Name                     | Mitglied seit | Parteizugehörigkeit |
|  | ------------------------ | ------------- | ------------------- |
|  | Thomas Hawley Tuberville | 2021          | Republikaner        |
|  | Katie Elizabeth Britt    | 2023          | Republikaner        |

- Liste der US-Senatoren aus Alabama
- Liste der Mitglieder des US-Repräsentantenhauses aus Alabama

### Todesstrafe
In Alabama ist die Todesstrafe Bestandteil des Gesetzes. Sie wird verhängt und vollstreckt. 
| Jahr | Anzahl |
| ---- | ------ |
| 1983 | 1      |
| 1986 | 1      |
| 1987 | 1      |
| 1989 | 4      |

| Jahr | Anzahl |
| ---- | ------ |
| 1990 | 1      |
| 1992 | 2      |
| 1995 | 2      |
| 1996 | 1      |
| 1997 | 3      |
| 1998 | 1      |
| 1999 | 2      |

| Jahr | Anzahl |
| ---- | ------ |
| 2000 | 4      |
| 2002 | 2      |
| 2003 | 3      |
| 2004 | 2      |
| 2005 | 4      |
| 2006 | 1      |
| 2007 | 4      |
| 2008 | 1      |
| 2009 | 3      |

| Jahr | Anzahl |
| ---- | ------ |
| 2011 | 6      |
| 2012 | 5      |
| 2013 | 6      |
| 2015 | 1      |
| 2017 | 3      |
| 2018 | 2      |
| 2019 | 3      |

| Jahr | Anzahl |
| ---- | ------ |
| 2020 | 1      |
| 2021 | 1      |
| 2022 | 2      |
| 2023 | 2      |
| 2024 | 1      |

| Seit 1983 | 73 |
| --------- | -- |

## Kultur und Sehenswürdigkeiten

### Museen

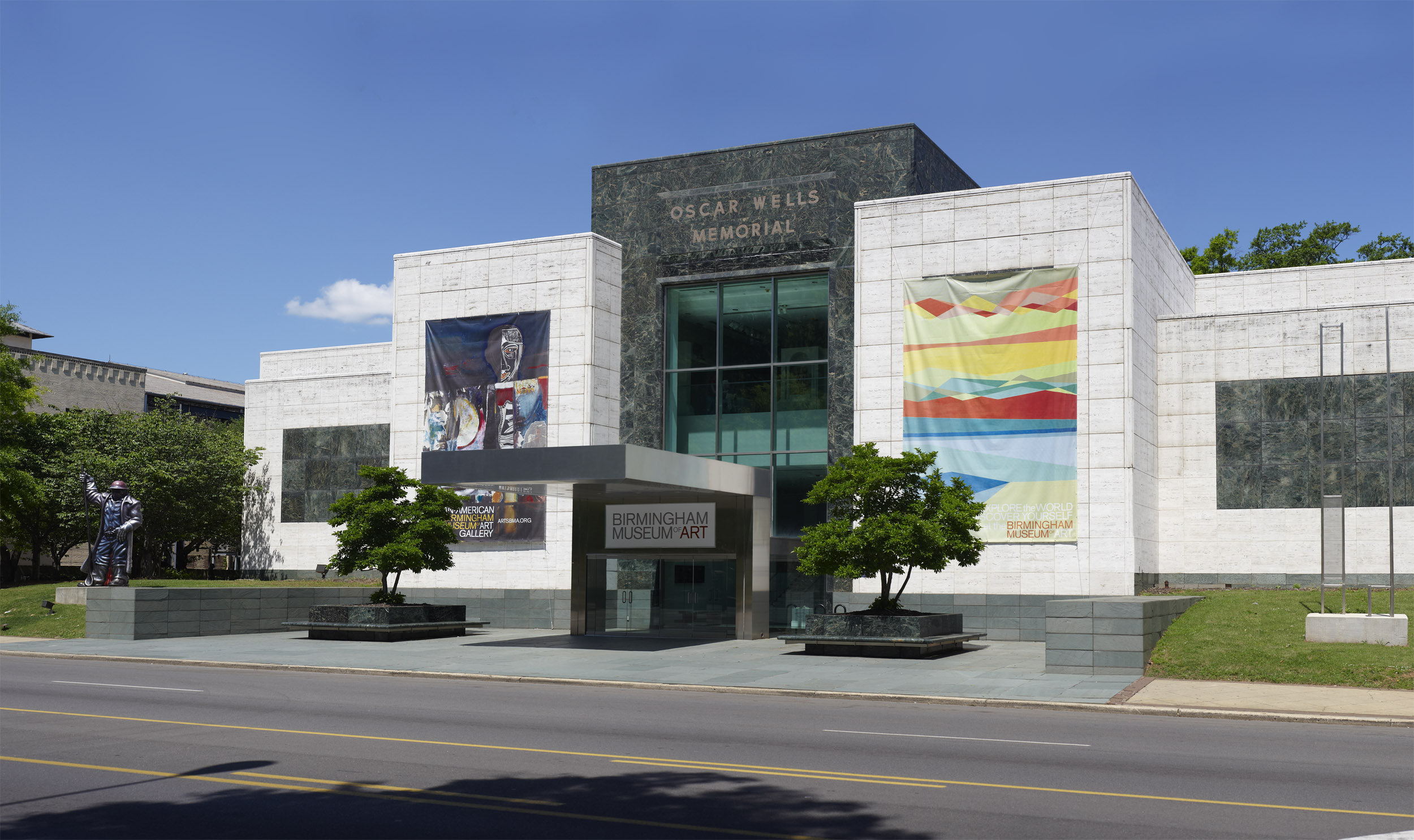
Birmingham Museum of Art (2010)

Das Birmingham Museum of Art in Birmingham mit einer rund 17.000 Objekte umfassenden Sammlung ist eines der bedeutendsten Kunstmuseen im Südosten der Vereinigten Staaten. Einzelne Sammlungsabteilungen gehören zu den bedeutendsten ihrer Art in den USA. Weitere Kunstmuseen sind das Huntsville Museum of Art in Huntsville, das 2300 Kunstwerke vor allem von amerikanischen Künstlern zeigt, und das Montgomery Museum of Fine Arts in Montgomery.

### State Parks
- State Parks in Alabama

### National Park Service

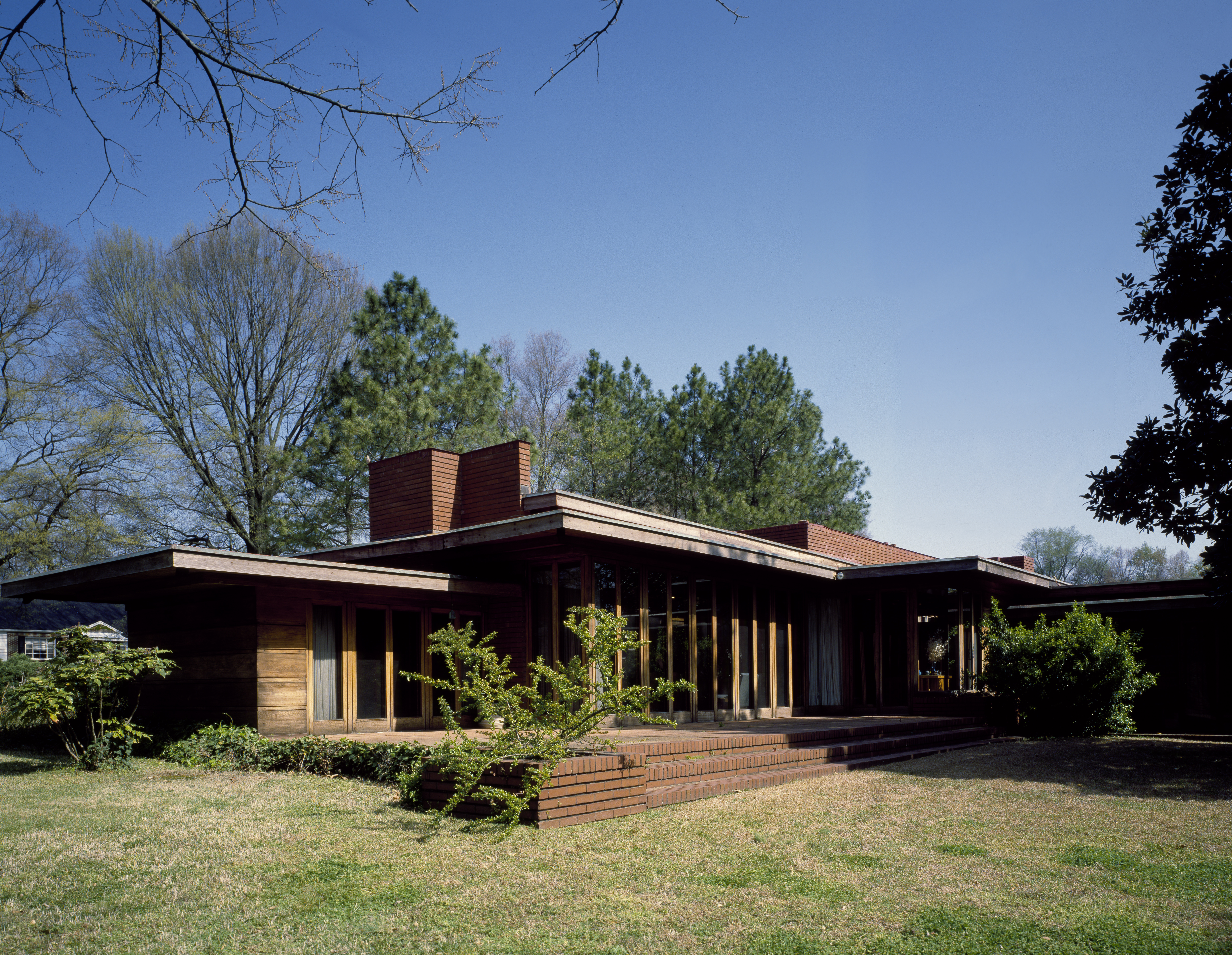
Das Rosenbaum House von Frank Lloyd Wright gehört zur Muscle Shoals National Heritage Area.

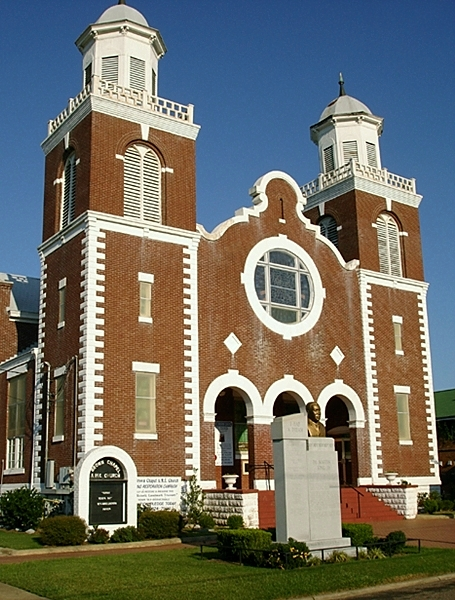
Die Brown Chapel A.M.E. Church in Selma war 1965 Startpunkt der Selma-nach-Montgomery-Märsche und ist heute eine National Historic Landmark.

Der National Park Service weist für Alabama neun Nationalparks, eine National Heritage Area und drei National Trails aus. Hinzu kommen 38 National Historic Landmarks, sieben National Natural Landmarks und 1329 Einträge im National Register of Historic Places (Stand 11. Januar 2022).

## Wirtschaft und Infrastruktur

### Wirtschaftskraft
Das reale Bruttoinlandsprodukt pro Kopf lag 2016 bei 42.124 US-Dollar (Durchschnitt der 50 US-Bundesstaaten: USD 57.118; nationaler Rang: 46 von 50). Die Arbeitslosenrate lag im November 2017 bei 3,5 % (Landesdurchschnitt: 4,1 %). Der Bundesstaat zählt zu den ärmsten und strukturschwächsten des Landes.

### Landwirtschaft
Vor allem in der Flussebene des Alabama River wird Ackerbau betrieben, besonders Baumwolle, Mais, Zuckerrohr, Tabak, Kartoffeln und Futterpflanzen. Im Bereich der Tierzucht werden überwiegend Rinder und Schweine gehalten.
Alabamas Fläche ist zu 50 Prozent mit Kiefer- und Laubwäldern bedeckt und besitzt eine bedeutende Forst- und Holzwirtschaft. 

### Industrie
Die Industrie war im 19. und 20. Jahrhundert vornehmlich auf Textilien (überwiegend Baumwolle) sowie Zement konzentriert und auf eine Eisen- und Stahlindustrie in der Gegend um Birmingham (mit den Vororten Bessemer und Irondale), wo Eisenerz verstärkt vorkommt. Inzwischen spielen Autobau (Werk Mercedes-Benz U.S. International in Vance/Tuscaloosa County, Honda-Werk in Lincoln und Hyundai in Montgomery) und Technologie (NASA in Huntsville, Airbus Americas in Mobile) eine zunehmende Rolle. Der Ansiedlung neuer Industrieunternehmen steht die verschärfte Einwanderungspolitik dieses Staates entgegen.

### Verkehr

#### Straßenverkehr
- Liste der State-, U.S.- und Interstate-Highways in Alabama

#### Schienenverkehr
In Alabama wurde 2007 ein Schienennetz von 5302 Kilometer durch 25 Bahngesellschaften betrieben. Es wurden 2.941.478 Wagenladungen mit insgesamt 161.500.000 Tonnen befördert. Wichtigstes Exportgut war Kohle mit 12,1 Mio. Tonnen. Wichtigstes Importgut war ebenfalls Kohle mit 29,5 Mio. Tonnen. An Steinen, Sand und Kiesen wurden 6,5 Mio. Tonnen exportiert. Mit 4,7 Mio. Tonnen Papier- und Faserstoffprodukten ist Alabama der größte Exporteur solcher Erzeugnisse.
Amtrak bedient durch zwei Zugverbindungen, „The Crescent“ (New York–New Orleans) und „The Sunset Limited“ (Orlando–Los Angeles), die Städte Anniston, Birmingham und Tuscaloosa. Insgesamt stiegen 2008 47.944 Passagiere in Alabama ein und aus.
Bahngesellschaften
Class 1
- BNSF Railway
- CSX Transportation
- Grand Trunk Corporation
- Norfolk Southern

Regional Railroads
- Alabama and Gulf Coast Railway

Local Railroads
- Alabama and Tennessee River Railway
- Alabama Southern Railroad
- Bay Line Railroad
- Chattahoochee Bay Railroad
- Conecuh Valley Railroad
- Eastern Alabama Railway
- Georgia Southwestern Railroad
- Huntsville and Madison County Railroay Authority
- Luxapalila Valley Railroad
- Meridian and Bigbee Railroad
- Redmont Railway
- Sequatchie Valley Railroad
- Tennessee Southern Railroad
- Three Notch Railroad
- Wiregrass Central Railroad

Switching & Terminal Railroads
- Alabama and Florida Railway
- Alabama Railroad
- Birmingham Southern Railroad
- Jefferson Warrior Railroad
- Terminal Railway Alabama State Docks